# 吉成台
吉成台（よしなりだい）は宮城県仙台市青葉区の町丁。郵便番号は989-3206。人口は686人、世帯数は263世帯。現行行政地名は吉成台一丁目から吉成台二丁目。全域で住居表示が実施されている。

## 地理

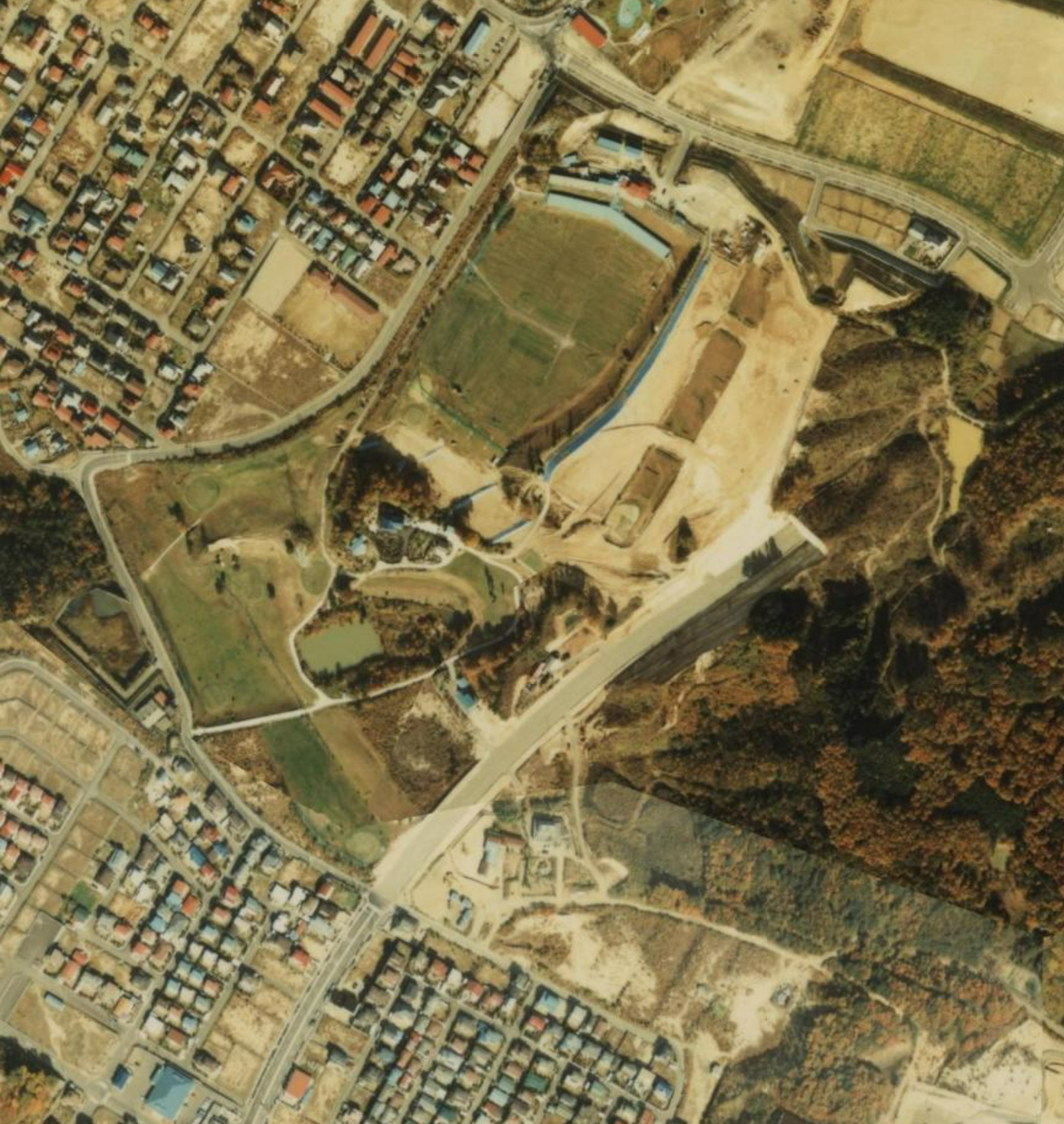
造成中の吉成台（1984年11月6日）

仙台市中部、七北田丘陵に位置する。北側は中山吉成・泉区南中山と、東側は国見ケ丘と、西側から南側にかけて吉成と接する。また、北西部でごくわずかに芋沢字吉成山と接している。吉成台一丁目と吉成台二丁目の境界に宮城県道37号仙台北環状線が通り、ロードサイド店舗が形成されている。旧宮城町にあたるため、青葉区役所宮城総合支所の所管区域内にある。
もともとは仙台市青葉区芋沢の丘陵だったものの、吉成台一丁目は1980年代ごろから、吉成台二丁目は1990年代ごろから造成が開始され、吉成山・国見ケ丘地区の住居表示施行に伴い1997年（平成7年）に誕生した。

## 歴史

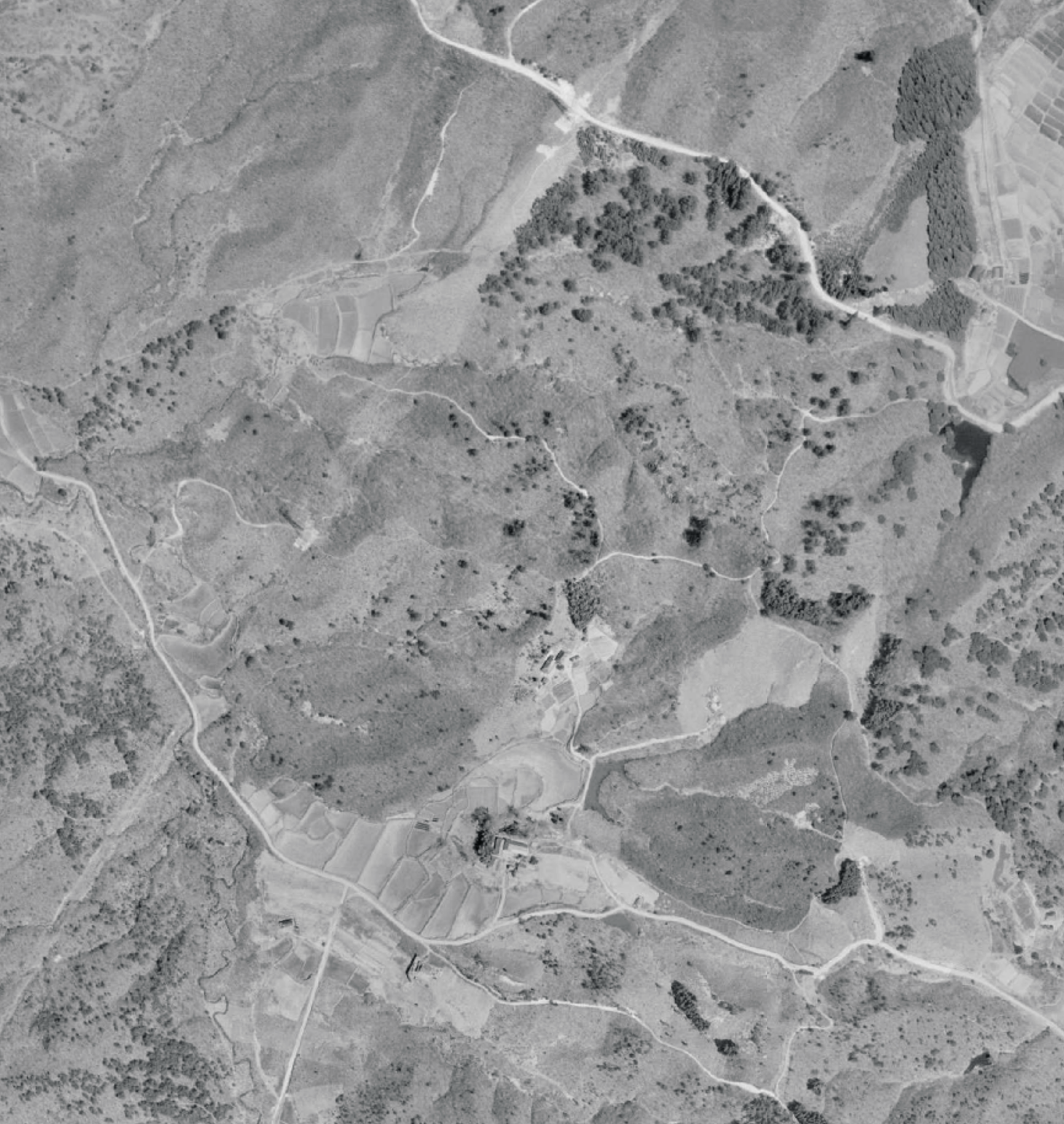
造成前の吉成台（1961年4月20日）

### 年表
- 1980年代 - 現在の吉成台一丁目にあたる地域の造成が開始される[6]。
- 1990年代 - 現在の吉成台二丁目にあたる地域の造成が開始される[6]。
- 1997年（平成7年）7月7日 - 吉成山・国見ケ丘地区の住居表示施行に伴い、吉成台が誕生する[7]。

### 町名の変遷
町名の変遷は以下の通りとなる。
| 実施後       | 実施年月日   | 実施前（各町名ともその一部） | 実施前（各町名ともその一部） |
| ------------ | ------------ | ---------------------------- | ---------------------------- |
| 吉成台一丁目 | 1997年7月7日 | 大字芋沢                     | 字吉成山                     |
| 吉成台二丁目 | 1997年7月7日 | 大字芋沢                     | 字吉成山                     |
| 字吉成山     | 1997年7月7日 | 大字芋沢                     |                              |
| 字吉成       | 1997年7月7日 | 大字芋沢                     |                              |

## 世帯数と人口
2023年（令和5年）4月1日現在の世帯数と人口は以下の通りとなる。
| 丁目         | 世帯    | 人口  |
| 吉成台一丁目 | 108世帯 | 255人 |
| 吉成台二丁目 | 155世帯 | 431人 |
| 計           | 263世帯 | 686人 |

## 小・中学校の学区
小・中学校の学区は以下の通りとなる。括弧内は選択可能な学校を示す。
| 町丁         | 字・番地            | 小学校     | 小学校           | 中学校     |
| ------------ | ------------------- | ---------- | ---------------- | ---------- |
| 吉成台一丁目 | 全域                | 吉成小学校 | なし             | 吉成中学校 |
| 吉成台二丁目 | 1～24-51            | 吉成小学校 | （南吉成小学校） | 吉成中学校 |
| 吉成台二丁目 | 24-52～町名の終わり | 吉成小学校 | なし             | 吉成中学校 |

## 施設

### 公共

#### 公園
- 国見南台1号公園（吉成台一丁目45-28）
- 国見南台公園（吉成台一丁目45-65）
- 国見南台3号公園（吉成台一丁目51-166）
- 国見南台緑地（吉成台一丁目51-192）
- 国見西台緑地（吉成台二丁目42-43外）
- 国見西台公園（吉成台二丁目42-128）
- 国見ヶ丘6号緑地（吉成台二丁目245-1外）

#### その他
- 宮城消防団芋沢分団吉成部コミュニティ消防センター（吉成台二丁目12-23）

### 企業・店舗など
- いきなりステーキ 仙台吉成台店（吉成台二丁目1-15）
- オートバックス 仙台吉成店（吉成台二丁目1-17）
- 大衆食堂半田屋 吉成店（吉成台二丁目1-20）
- カラオケ時遊館 吉成店（吉成台二丁目1-30）
- AOKI 仙台吉成店（吉成台二丁目2-10）
- 星乃珈琲店 仙台吉成店（吉成台二丁目2-12）
- 洋麺屋五右衛門 仙台吉成店（吉成台二丁目2-16）
- ヤマダデンキ テックランドNew仙台青葉店（吉成台二丁目2-40）

## 交通

### 鉄道
- 地区内に鉄道は通っていない。最寄り駅は仙山線の国見駅もしくは東北福祉大前駅。

### バス
- 仙台市営バス
  - 吉成台二丁目 - 吉成一丁目北 - 国見ケ丘一丁目北（30系統）
  - 吉成台二丁目 - 吉成台一丁目北（875/876/880系統）
  - 国見ケ丘一丁目北（38/780/785系統）

### 道路

#### 一般県道
- 宮城県道37号仙台北環状線